# Eigenmittel (Versicherung)
Als Eigenmittel wird im Versicherungswesen das wirtschaftliche Eigenkapital der Versicherungsunternehmen bezeichnet. 

## Allgemeines
Während es für Nichtbanken außer dem Mindestkapital bei Kapitalgesellschaften (Grundkapital, Stammkapital) keine regulierenden Vorschriften über die Eigenkapitalausstattung gibt, hielt es der Gesetzgeber bei Kreditinstituten (Eigenmittel (Kreditinstitut)) und Versicherungen für erforderlich, wegen der besonderen Risiken des Bank- und Versicherungsgeschäfts Regeln über die Höhe und Angemessenheit von Eigenkapital zu erlassen. Die Höhe der Eigenmittel spielt für die Solvenz und Solvabilität dieser Unternehmen eine entscheidende Rolle. 
Der Rechtsbegriff Eigenmittel umfasst bei Versicherungen wirtschaftlich mehr Bilanzpositionen als das bloße formelle Eigenkapital (Grundkapital) wie beispielsweise auch ausstehendes Kapital.

## Rechtsfragen
Nach § 74 Abs. 1 VAG müssen Versicherungsunternehmen eine Gegenüberstellung von Aktiva und Passiva ihrer Bilanz zum Zweck der Bestimmung der vorhandenen Eigenmittel zu erstellen, die so genannte Solvabilitätsübersicht. Diese muss gemäß § 75 Abs. 1 VAG für sämtliche Verpflichtungen gegenüber Versicherungsnehmern und Anspruchsberechtigten versicherungstechnische Rückstellungen beinhalten, nach § 78 Abs. 2 VAG eine der Solvabilitätskapitalanforderung entsprechenden Risikomarge festlegen und stets über anrechnungsfähige Eigenmittel mindestens in Höhe der Solvabilitätskapitalanforderung aufweisen (§ 89 Abs. 1 VAG). Hiernach müssen die Eigenmittel stets mindestens der Solvabilitätskapitalanforderung entsprechen, die anrechnungsfähigen Basiseigenmittel haben mindestens stets der Mindestkapitalanforderung zu entsprechen. 

## Arten
Zu unterscheiden ist zwischen den Basiseigenmitteln und ergänzenden Eigenmitteln (§ 89 Abs. 2 VAG):
- Basiseigenmittel sind der Überschuss der Vermögenswerte über die Verbindlichkeiten (Reinvermögen) abzüglich des Betrags der eigenen Aktien in der Solvabilitätsübersicht und die nachrangigen Verbindlichkeiten.
- Ergänzende Eigenmittel sind solche, die nicht zu den Basiseigenmitteln zählen und zum Ausgleich von Verlusten eingefordert werden können:
  - der Teil des nicht eingezahlten Grundkapitals, des Gründungsstocks oder des bei öffentlich-rechtlichen Versicherungsunternehmen dem Grundkapital bei Aktiengesellschaften entsprechenden Postens, der nicht eingefordert wurde;
  - bei Versicherungsvereinen auf Gegenseitigkeit mit variabler Nachschusspflicht die künftigen Forderungen, die der Verein gegenüber seinen Mitgliedern hat, wenn er innerhalb der folgenden zwölf Monate Nachschüsse einfordert.
  - Kreditbriefe und Garantien sowie
  - alle sonstigen rechtsverbindlichen Zahlungsverpflichtungen Dritter gegenüber dem Versicherungsunternehmen.

Sobald ein Bestandteil der ergänzenden Eigenmittel eingezahlt oder eingefordert wurde, ist er für die Zwecke der Solvabilitätsübersicht als Vermögenswert zu behandeln und zählt zu den Basiseigenmitteln (§ 89 Abs. 5 VAG). Ergänzende Eigenmittel dürfen nur mit vorheriger Genehmigung der Versicherungsaufsicht angesetzt werden (§ 90 Abs. 1 VAG).
Nach § 92 VAG sind die Eigenmittel in drei Qualitätsklassen (englisch tiers) einzustufen, wobei in § 93 VAG Vorgaben für die Einstufung bestimmter Eigenmittelbestandteile gemacht werden. Für die Einhaltung der Mindestkapitalanforderung setzen sich die anrechnungsfähigen Eigenmittel nur aus Eigenmitteln der Qualitätsklasse 1 und anrechnungsfähigen Basiseigenmitteln der Qualitätsklasse 2 zusammen. Dabei müssen die Eigenmittelbestandteile der Qualitätsklasse 1 mindestens 50 % der Mindestkapitalanforderung bedecken (§ 95 VAG).

## Wirtschaftliche Aspekte
Die Eigenmittel entsprechen nach Solvency II denjenigen verfügbaren Finanzmitteln eines Versicherers, die als Risikopuffer dienen und etwaige finanzielle Verluste auffangen können. Die zur Einhaltung der Kapitalanforderungen notwendigen Eigenmittel werden durch die Bildung einer ökonomischen Bilanz ermittelt, die neben der für Zwecke der Rechnungslegung erstellten Bilanz zu bilden ist. Im Rahmen dieser ökonomischen Bilanz werden Vermögenswerte und Verbindlichkeiten fortlaufend zu Zeitwerten bewertet. Eigenmittel im Sinn der Solvabilitätsübersicht sind dann der Überschuss der Vermögenswerte über die Verbindlichkeiten sowie die nachrangigen Verbindlichkeiten, soweit sie die Eigenmittelkriterien von Solvabilität II erfüllen. Die drei Qualitätsklassen stufen die Eigenmittel je nach ihrer Eignung, Verluste auffangen zu können, ein. Dabei werden die Kriterien Nachrangigkeit, Verlustauffangfähigkeit, Permanenz, Laufzeit  und die Höhe des Bedienungsaufwands zugrunde gelegt. Eigenmittel der höchsten Qualitätsklasse 1 zeichnen sich dadurch aus, dass sie sowohl nachrangig sind, also im Fall der Insolvenz die Gläubiger erst nach allen nicht nachrangigen Gläubigern befriedigt werden, als auch Verluste im laufenden Geschäftsbetrieb ausgleichen können; dies trifft beispielsweise auf die Rücklagen zu.
Durch die Basissolvabilitätskapitalanforderung des § 100 VAG werden auch das Marktrisiko (Zinsänderungsrisiko, Aktienrisiko, Immobilienrisiko, Spreadrisiko und Wechselkursrisiko), Gegenparteiausfallrisiko, Risikominderung (wie Rückversicherungen, Verbriefungen und Derivate, Forderungen gegenüber Versicherungsvermittlern) und zusätzlich auch das operationelle Risiko des § 107 VAG bei den Eigenmitteln berücksichtigt. Zu den Eigenmitteln gehören folgende Bilanzpositionen:
```
    
Grundkapital
 (eingezahlt)
    + 
Kapitalrücklagen
 
    + 
Gewinnrücklagen

    + 
Gewinnvortrag
 (nach 
Dividendenzahlung
)
    + 
Genussrechtskapital
 
    + 
Rückstellung für Beitragsrückerstattung
[
6
]
 
    = Eigenmittel
```

Die Rückstellung für Beitragsrückerstattung gehört nur dann zu den Eigenmitteln, wenn sie zur Deckung von Verlusten verwendet werden darf und sie nicht auf festgelegte Überschussanteile entfällt (§ 214 VAG).